# Show (альбом The Cure)
Show — концертний альбом англійського гурту The Cure, записаний за дві ночі в Palace of Auburn Hills, Мічиган та випущений 1993 року, на хвилі успіху від турне Wish tour. Show також випущений у вигляді концертного відео.

## Альбом
Show випущений приблизно в один час з Paris та містить у собі поп-орієнтовані композиції, такі як «Just Like Heaven», «Pictures of You» і «Friday I'm in Love». Paris ж складається, переважно, з їх культової класики початку 80-х.

## Список композицій

### Диск перший
1. Tape — 2:25
2. Open — 7:18 (Wish)
3. High — 3:31 (Wish)
4. Pictures of You — 7:38 (Disintegration)
5. Lullaby — 4:25 (Disintegration)
6. Just Like Heaven — 3:37 (Kiss Me, Kiss Me, Kiss Me)
7. Fascination Street — 5:00 (Disintegration)
8. A Night Like This — 4:46 (The Head on the Door)
9. Trust — 5:15 (Wish)

### Диск другий
1. Doing the Unstuck — 4:00 (Wish)
2. The Walk — 3:33 (Japanese Whispers)
3. Let's Go to Bed — 3:38 (Japanese Whispers)
4. Friday I'm in Love — 3:35 (Wish)
5. In Between Days — 2:55 (The Head on the Door)
6. From The Edge of the Deep Green Sea — 7:55 (Wish)
7. Never Enough — 4:46 (Mixed Up)
8. Cut — 5:32 (Wish)
9. End — 8:04 (Wish)

### Однодисковий варіант
1. Tape/Open — 7:20 (Wish)
2. High — 3:31 (Wish)
3. Pictures of You — 7:38 (Disintegration)
4. Lullaby — 4:15 (Disintegration)
5. Just Like Heaven — 3:34 (Kiss Me, Kiss Me, Kiss Me)
6. A Night Like This — 4:45 (The Head on the Door)
7. Trust — 5:14 (Wish)
8. Doing the Unstuck — 4:00 (Wish)
9. Friday I'm in Love — 3:34 (Wish)
10. In Between Days — 2:55 (The Head on the Door)
11. From The Edge of the Deep Green Sea — 7:55 (Wish)
12. Never Enough — 4:45 (Mixed Up)
13. Cut — 5:32 (Wish)
14. End — 8:04 (Wish)

### CD-i версія (Музичне відео)

#### CD-i Перший диск
1. Tape
2. Open (Wish)
3. High (Wish)
4. Pictures of You (Disintegration)
5. Lullaby (Disintegration)
6. Just Like Heaven (Kiss Me, Kiss Me, Kiss Me)
7. Fascination Street (Disintegration)
8. A Night Like This (The Head on the Door)
9. Trust (Wish)
10. Doing the Unstuck (Wish)
11. The Walk (Japanese Whispers)
12. Let's Go to Bed (Japanese Whispers)
13. Friday I'm in Love (Wish)

#### CD-i Другий диск
1. In Between Days (The Head on the Door)
2. From The Edge of the Deep Green Sea (Wish)
3. Never Enough (Mixed Up)
4. Cut (Wish)
5. End (Wish)
6. To Wish Impossible Things (Wish)
7. Primary (Faith)
8. Boys Don't Cry (Boys Don't Cry)
9. Why Can't I Be You? (Kiss Me, Kiss Me, Kiss Me)
10. A Forest (Seventeen Seconds)

### Sideshow EP
Сюди увійшли композиції, що не потрапили на однодискове видання. Запис проводився під час концерту в Palace of Auburn Hills в Мічигані.
1. Tape (Intro)
2. Just Like Heaven
3. Fascination Street
4. The Walk
5. Let's Go to Bed

## Чарти
| Рік  | Чарт              | Позиція |
| ---- | ----------------- | ------- |
| 1993 | UK Albums Chart   | 29      |
| 1993 | The Billboard 200 | 42      |

## Учасники запису
- Роберт Сміт — вокал, гітара
- Саймон Геллап — бас-гітара
- Порл Томпсон — гітара, клавішні
- Борис Вільямс — ударні
- Перрі Бемоунт — гітара, клавішні